# Campyloneurus maculiceps
Campyloneurus maculiceps är en stekelart som beskrevs av Szepligeti 1914. Campyloneurus maculiceps ingår i släktet Campyloneurus och familjen bracksteklar. Inga underarter finns listade.